# J. M. ウエストン
J.M.ウエストン（J.M. Weston、またはより一般的にWeston）は、1891年にリモージュでブーツメーカーのエドゥアール・ブランシャール（Édouard Blanchard）によって設立されたフランスの高級靴会社。

## 解説
男性用の手作りの靴で有名。男性向けのモカシンで知られているほか、ハーフサイズに加えて3〜7フィートの幅を選択できるシューズを販売している。
また、ベルトやブリーフケースから荷物に至るまで、革製品のフルラインを生産している。同社の最も有名なモデルは、677チェイス（頑丈な屋外靴）、598デミチェイス（チェイスのドレッシーバージョン）、および180モカシン（古典的なペニーローファー）。J.M.ウェストンの靴は独自のブティック、またはハーヴェイ・ニコルズなどの高級デパートで販売されている。

## 歴史
1891年、エドゥアール・ブランシャールがパリ近郊のリモージュにブランシャール社を設立する。
エドゥアールの息子であるユージェーヌは、1904年にアメリカ・マサチューセッツ州のウエストン (Weston, Massachusetts) に行き、最新の生産技術を3年間学んだ。靴の取り付けと再装着を可能にするグッドイヤーの縫製技術を使用し、靴の耐久性を高めた。1919年、父エドゥアールが死去。
1922年、ユージェーヌ・ブランシャールは、競馬場で出会ったジャン・ヴィアールと共に、JMウエストン・ブランドを共同で登録し、パリのクーセル通り（fr:Boulevard de Courcelles）に直営店をオープンした。1932年、シャンゼリゼ通りにも店を開いた。ブランド名の「J. M. Weston」の「ウエストン」は、靴の生産技術を学んだアメリカの街に由来する。
1960年、モカシンのファッションにより、1946年頃に作成された「モヒカン」と呼ばれる「180」モデルが、一般的には「ジャンソンドサイリー」とも呼ばれ、JMウエストンブランドの定番となった。
同社は1974年にJean-Louis Descoursに買収され、1976年に同族の持株会社であるEPI（fr:EPI (holding)）の保有となった 。
1974年、JM Westonは1881年にリモージュで設立された古い品質の靴会社であるSylvestre Vincent et filsを商業ブランド（工場ではない）を購入。1891年にEdouard BlanchardがWeston会社を設立する直前は下り坂で この買収によりウェストンは、共和党警備隊のブーツや国防軍の兵士や将校の儀式用の靴の供給など軍隊（たとえば、サン・シール陸軍士官学校の生徒の大きな制服の「伸縮性のある」ブーツ）の顧客でS.ヴィンセントが生き残ることを可能にしたが、ウェストンは1981年に、1860年に設立された野菜の皮なめし製品 Bastin＆Fils（リモージュから約20 km、 サン＝レオナール＝ド＝ノブラ に存在）施設を購入し、産業革命の煙突は歴史的建造物に。この皮なめし工場はエドゥアール・ブランシャールの始まり以来 足底のみのスキンを供給しており、 ドイツとオーストリア から年間約130トンの牛革を加工。靴の上部の革は主に、2011年にEPIが購入したピュイアンヴェレのフランス製革所からのもので、2015年に最終的にエルメス・グループから販売された。

### 現在

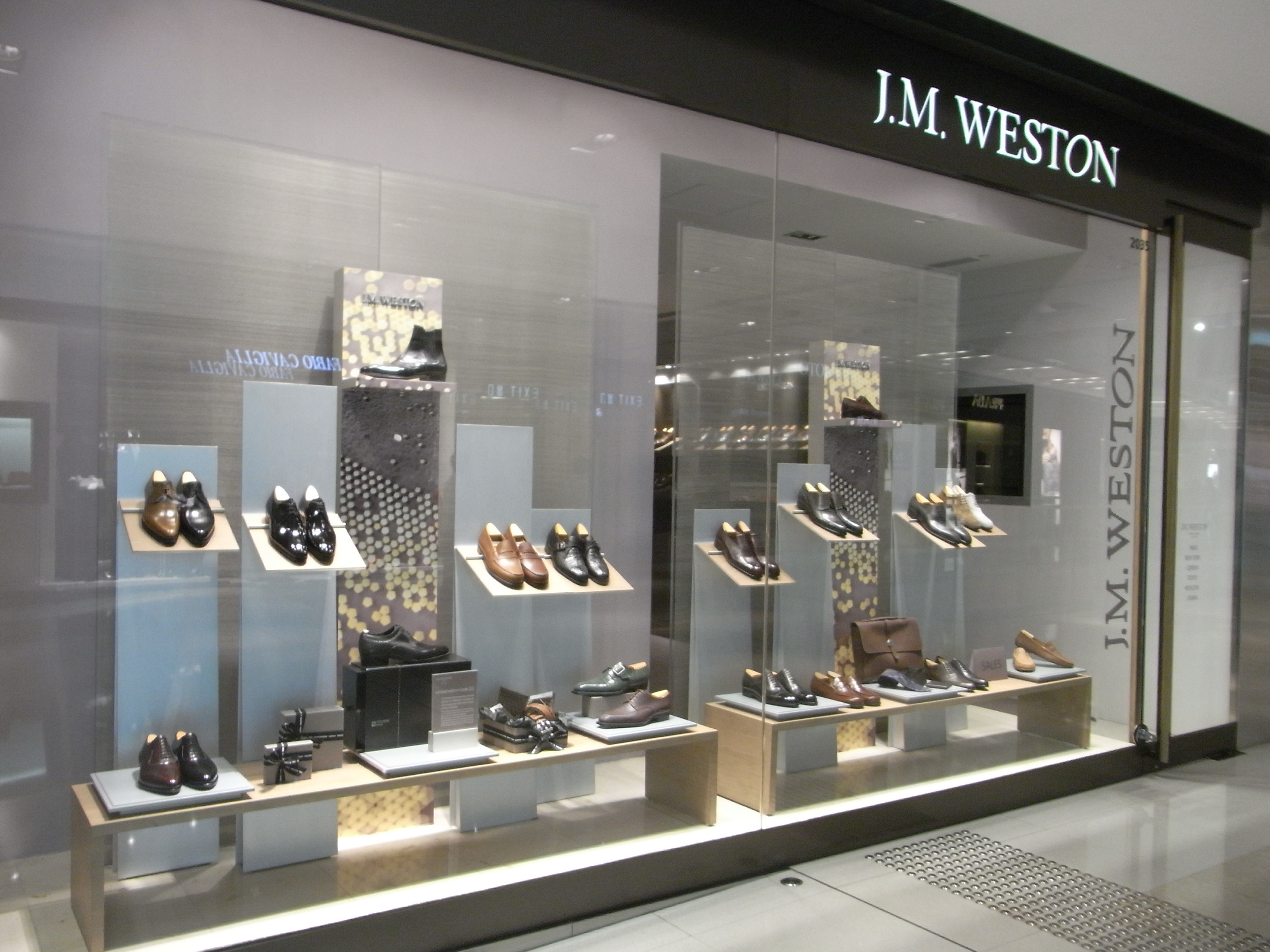
香港のJM Westonストア。

2011年時点では、JM Westonの社長はChristopher Descoursが務めている。
革のレーザー切断に加えて、製造は完全に手動で行われ、150〜200のステップが必要となる。
2001年から2017年まで、ミッシェル・ペリーがクリエイティブ・ディレクターだった。
2006年は革製品と荷物の最初のコレクションの年で 女性のための小さな限界コレクションが続き、革製品の範囲は、2012年末までに広く拡大されている。
2008年現在、1891年に移転したリモージュの工場に拠点を置いており、売上高5,000万ユーロで約100,000足の靴を生産しており、220人の従業員と190人の労働者がいる。
J.M.ウェストンは年間1,800足のブーツを憲兵隊 (フランス共和国親衛隊と機動憲兵隊のバイク乗りを含む) および国家警察に供給しており、それは生産量の約5%に相当する。
このブランドは、ローラン・ファビウス、ドミニク・ストロス＝カーン、フランソワ・フィヨンといったフランスの政治家や、ヴァレリー・ジスカール・デスタン、フランソワ・ミッテラン、ジャック・シラク、ニコラ・サルコジといったフランス大統領が履いていたことでも知られている。たとえば、ミッテランはウエストンのモカシンを30足以上所有していた。
2010年12月、JM Westonは中国の広東にある偽造品の製造工場を閉鎖させることに成功した。
現在このブランドは、フランスで約15か所、国際的には25か所の販売拠点を持っている。

## EPIグループ
1974年からJ. M. ウエストンは、EPIグループ（European Company of Industrial Holdings）の傘下であり、EPIは子供服ブランドのボンポワン（Bonpoint）とシャツブランドのアラン・フィガレ（Alain Figaret）も所有している。EPIホールディングスはフランソワ・ピネ（François Pinet）、ミッシェル・ペリー（Michel Perry）、シャトー・ラ・ヴェルリー（Château La Verrerie）（AOCコート・デュ・リュベロン）ブランドも所有している。

## コラボレーション
- Kitsuné（2011年）[20]
- ケイスリー・ヘイフォード (Charlie Casely-Hayford) （2014年）[21]
- ローラン・ギャロス（2017年 - ）[22]
- Yohei Fukuda（2019年 - ）
- UNIFORME（2021年）[23]
- 一澤信三郎帆布（2021年）[24]
- ボルサリーノ（2022年）[25]
- sacai（2024年）[26]

## ジェイエムウエストン・ジャパン
1993年、青山店をオープン。